# Albrekt av Preussen (1809–1872)

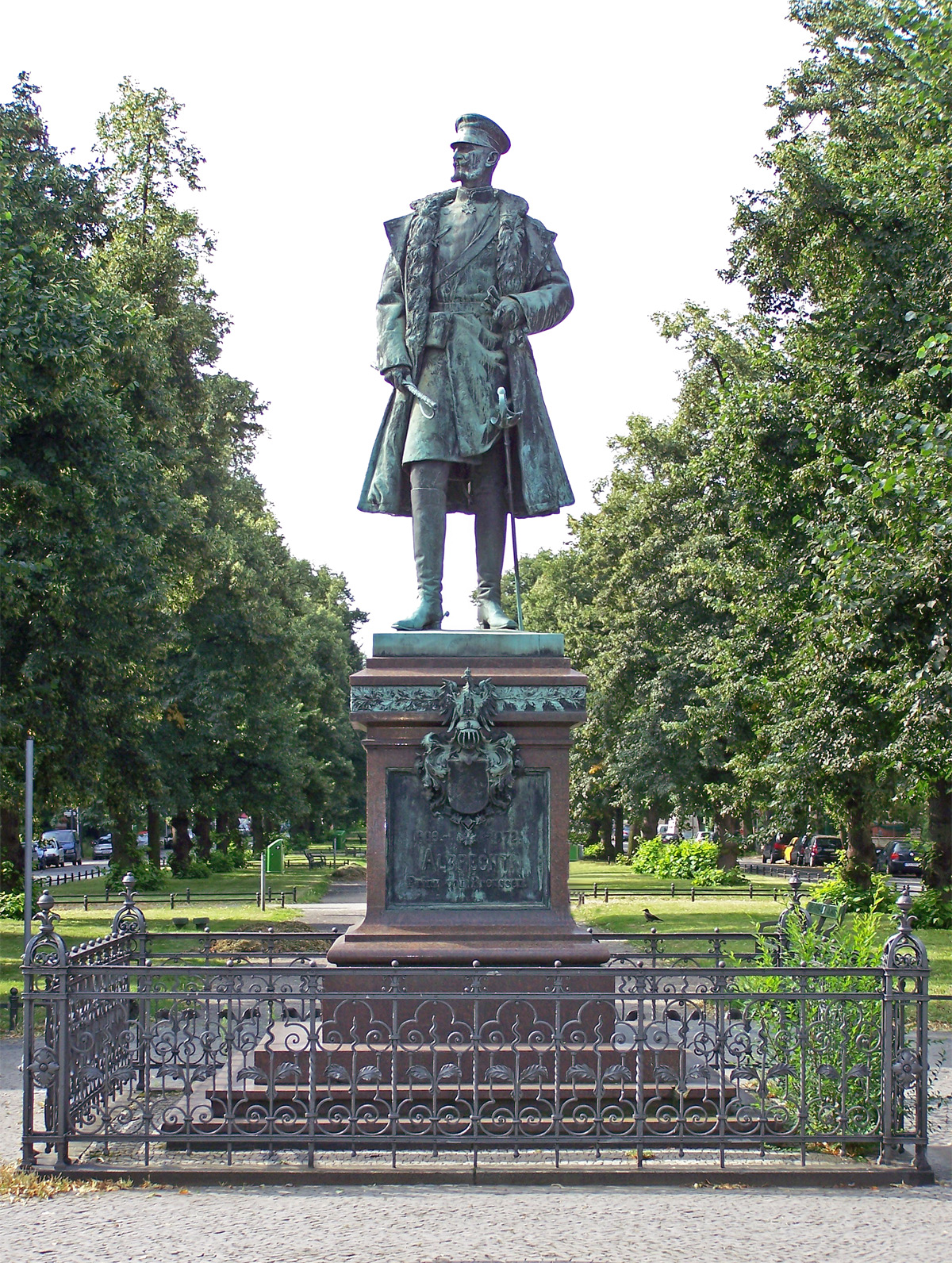
Staty över prins Albrekt i Berlin-Charlottenburg

Albrekt av Preussen, född 4 oktober 1809 i Königsberg (nuvarande Kaliningrad), död 14 oktober 1872 i Berlin, var en tysk prins och general i Preussens armé.

## Biografi
Prins Albrekt var den fjärde sonen till kung Fredrik Vilhelm III av Preussen och Louise av Mecklenburg-Strelitz. Han var därmed en yngre bror till blivande kejsar Vilhelm I.
Albrekt hade 1866 i preussisk-österrikiska kriget befäl över en kavallerikår och i fransk-preussiska kriget förde han befäl över en kavalleridivision, med vilken han bland annat deltog i operationerna mot franska Loire-armén. Efter krigets slut blev prins Albrekt utsedd till generalöverste.
Prinsens residens i Berlin från 1830 till sin död var det efter honom uppkallade Prinz-Albrecht-Palais på Wilhelmstrasse 102, där idag museet Topographie des Terrors står.

## Familj
Albrekt var 1830–1849 gift med sin kusin prinsessan Marianne av Nederländerna (död 1883), de skilde sig senare.
Med prinsessan Marianne hade han barnen
- Charlotte av Preussen (1831–1855); gift på Charlottenburg 1850 med Georg II av Sachsen-Meiningen (1826–1914)
- Albrekt av Preussen (1837–1906); gift i Berlin 1873 med Marie av Sachsen-Altenburg (1854–1898)
- Elisabeth (f. och d. 1840)
- Alexandrine av Preussen (1842–1906); gift i Berlin 1865 med Wilhelm av Mecklenburg-Schwerin (1827–1879)

1853 ingick prins Albrekt ett morganatiskt äktenskap med friherrinnan Rosalie von Rauch (dotter till general Gustav von Rauch, död 1879), som upphöjdes till grevinna von Hohenau.
Med Rosalie von Rauch hade han barnen
- Georg Albrecht, greve von Hohenau (1854–1930); gift 1:o 1878 med friherrinnan Laura Saurma von und zu der Jeltsch (1857–1884); gift 2:o 1887 med Margarethe zu Hohenlohe-Oehringen (1865–1940)
- Bernhard Wilhelm, greve von Hohenau (1857–1914); gift 1881 med Charlotte von der Decken (1863–1933)